# Líbano nos Jogos Olímpicos de Verão de 2012
Líbano enviou uma equipe de dez atletas para competir nos Jogos Olímpicos de Verão de 2012, em Londres, na Grã-Bretanha.

## Desempenho

### Natação(2 atletas)
Feminino
| Atletas          | Evento      | Eliminatórias | Eliminatórias | Semifinal | Semifinal | Final       | Final       |
| Atletas          | Evento      | Tempo         | Posição       | Tempo     | Posição   | Tempo       | Posição     |
| ---------------- | ----------- | ------------- | ------------- | --------- | --------- | ----------- | ----------- |
| Katya Bachrouche | 800 m livre | 8min35s88     | 19º           |           |           | Não avançou | Não avançou |